# أليكسي ألكسندروفيتش بوبوف
أليكسي ألكسندروفيتش بوبوف (7 فبراير 1988 - ) هو لاعب كرة قدم روسي في مركز الهجوم. لعب مع FC Mashuk-KMV Pyatigorsk ‏ وFC Biolog-Novokubansk ‏.